# La Roche-Noire
Roche-Noire – miejscowość i gmina we Francji, w regionie Owernia-Rodan-Alpy, w departamencie Puy-de-Dôme.
Według danych na rok 1990 gminę zamieszkiwało 426 osób, a gęstość zaludnienia wynosiła 139 osób/km² (wśród 1310 gmin Owernii Roche-Noire plasuje się na 449. miejscu pod względem liczby ludności, natomiast pod względem powierzchni na miejscu 1032.).